# Hongyuan, Jiangxi
Hongyuan är en köpinghuvudort i Kina. Den ligger i provinsen Jiangxi, i den sydöstra delen av landet, omkring 140 kilometer nordost om provinshuvudstaden Nanchang. Antalet invånare är 16 341. Befolkningen består av 7 947 kvinnor och 8 394 män. Barn under 15 år utgör 20,0 %, vuxna 15-64 år 73 %, och äldre över 65 år 5,0 %.
Runt Hongyuan är det tätbefolkat, med 369 invånare per kvadratkilometer. Närmaste större samhälle är Jingdezhen, 6,3 km sydost om Hongyuan. Runt Hongyuan är det i huvudsak tätbebyggt.
Genomsnittlig årsnederbörd är 2 597 millimeter. Den regnigaste månaden är juni, med i genomsnitt 468 mm nederbörd, och den torraste är oktober, med 52 mm nederbörd.